# Hot Milk (гурт)
Hot Milk — англійський поп-рок гурт з Манчестера, заснований у 2018 році співаками та гітаристами Ханною «Хан» Мі та Джимом Шоу. Гурт знаний за різноманітне жанрове звучання та тексти, що часто торкаються соціальних та політичних проблем. У 2021 гурт підписав контракт з британським інді-лейблом Music for Nations, випустив три мініальбоми, а їхній дебютний студійний альбом, A Call to the Void, вийшов 25 серпня 2023 року. Hot Milk виступали у турах Foo Fighters та You Me at Six, а також на фестивалях Lollapalooza і Download Festival. Окрім цього, Alternative Press відзначив гурт як частину нової хвилі виконавців на музичній сцені Манчестера.

## Історія

### 2018—2019: Заснування таAre You Feeling Alive?
Hot Milk було засновано в Манчестері, Англія, у 2018 році. Засновники групи Ханна «Хан» Мі та Джим Шоу познайомилися через Tinder і зустрічалися чотири роки, зрештою залишившись близькими друзями та сусідами по дому. Вони також брали участь у місцевій музичній сцені Манчестера; і Мі, і Шоу були учасниками різних гуртів з 16 років, і на момент заснування Hot Milk Мі працювала концертним промоутером, а Шоу — режисером освітлення. Одного січневого вечора 2018 року, сумуючи за покійним другом, пара за 25 хвилин написала свою першу спільну пісню «Take Your Jacket» на акустичній гітарі. Написавши ще кілька пісень, Мі та Шоу анонімно надіслали демо-записи контактам у індустрії та, отримавши позитивні відгуки, заручилися менеджментом і найняли басиста Тома Пейтона та барабанщика Гаррі Деллера, яких вони знали з місцевої сцени. Група була створена в тій самій квартирі, де Ноел Ґаллагер з гурту Oasis написав (What's the Story) Morning Glory? Мі сказала, що назва «Hot Milk» «трохи коротка та різка, трохи оксиморон. Назва насправді нічого не означає: я просто подумала, що вона звучить круто, а „Hot Milk“ ще не існувало. І ми назвали так групу, тому що коли ви беретеся до назв гуртів, вони нічого не означають, коли ви стаєте великими і зайнятими».
Перший сингл Hot Milk, «Awful Ever After», був випущений у січні 2019 року, а «Take Your Jacket» був випущений як другий сингл у березні. Обидві пісні звучали на BBC Radio 1 у таких програмах, як Rock Show Деніела П. Картера, Hype Chart Філа Таґґарта та Future Sounds Енні Мак, а також на Kerrang! Radio. У лютому гурт дебютував наживо під час свого європейського туру з You Me at Six, який розпочався з концерту в Kavka Zappa в Антверпені. Протягом року, незважаючи на малу кількість пісень, група зіграла на концертах Deaf Havana, Papa Roach, Enter Shikari та Foo Fighters і з'явилася на фестивалях, зокрема Reading і Leeds, Download Festival, Live at Leeds, The Great Escape та Slam Dunk Festival. Під час цих турів група отримала позитивну увагу від фронтмена You Me at Six Джоша Франческі та гітариста Foo Fighters Пета Сміра.
Hot Milk самостійно випустили свій дебютний мініальбом Are You Feeling Alive? 3 травня 2019 року. Він був записаний з продюсером Філом Ґорнеллом (Bring Me the Horizon, All Time Low) і зведений Деном Ланкастером; вокал було частково записано в готелі в Бірмінгемі через насичений розклад. EP отримав і змішані, і позитивні відгуки. В одному з них Hot Milk назвали «одним із найзахопливіших гуртів, які з'явилися на сцені поп-панку за останній час». На «Awful Ever After», «Take Your Jacket», «Wide Awake» і заголовну пісню мініальбому було знято музичні кліпи. У грудні група також гастролювала з австралійським рок-гуртом The Faim.

### 2019—2021: Підписання контракту з Music For Nations іI Just Wanna Know What Happens When I'm Dead
Наприкінці 2019 року Hot Milk випустили сингл «Candy Coated Lies», який пізніше був реміксований Марком Гоппусом з Blink-182 і Мітчі Коллінзом з Lovelytheband. Протягом 2020 року були випущені сингли «June Gloom», «Glass Spiders» і «California's Burning». Частину доходів від обмеженого видання вінілового релізу «California's Burning» гурт передав на Black Lives Matter і Stop Hate UK. Оскільки гастролі були призупинені через пандемію COVID-19, Hot Milk виступили на віртуальному фестивалі Five4Five разом із Deaf Havana, Don Broco, As It Is, Enter Shikari, Fatherson, The Dangerous Summer і Tigress. Подія зібрала гроші для NHS Charities Together. Гурт також почав писати та записувати другий EP вдома на карантині; Джим Шоу займався продюсуванням, а Закк Червіні — зведенням запису та став співавтором титульного треку.
У першій половині 2021 року Hot Milk повернулися на Reading and Leeds (разом із Queens of the Stone Age, Yungblud, Neck Deep, Girl in Red, Ivorian Doll, 100 gecs та Sofi Tukker) і Download Festival (з Frank Carter and the Rattlesnakes, Neck Deep, Boston Manor, Sleep Token, Holding Absence і Malevolence). У червні було оголошено, що Hot Milk підписали контракт з британським інді-лейблом Music For Nations, який у вересні випустить другий мініальбом гурту I Just Wanna Know What Happens When I'm Dead. Водночас з цим анонсом було випущено заголовний трек як сингл. Згодом було випущено «I Think I Hate Myself» у липні і «Split Personality» у вересні. Мініальбом був випущений 10 вересня 2021 року. Kerrang! назвав запис одним із «10 найкращих міні-альбомів 2021 року». Гурт також був представлений у Kerrang! "The K! Pit ", виступивши в барі Blondies у Лондоні, і вирушив у тур Великобританією.

### 2021—2022:The King and Queen of Gasoline
Hot Milk підтримали Pale Waves під час їхнього туру Великобританією та Ірландією на початку 2022 року. У березні гурт анонсував третій EP під назвою The King and Queen of Gasoline і випустив головний сингл «Bad Influence». Мі та Шоу написали мініальбом за місяць, частково в готельному номері Лос-Анджелеса, використовуючи гітару Дейва Ґрола та бас-гітару Марка Гоппуса, причому Шоу знову став продюсером, а Джон Фельдманн написав заголовний трек.
У травні гурт вирушив у свій перший тур по Америці, виступив у BottleRock Napa Valley і випустив другий сингл «Teenage Runaways», який вони виконали на Jimmy Kimmel Live! пізніше того ж року. Вони повернулися на фестиваль Slam Dunk у червні, хедлайнерами якого були Alexisonfire і Rancid, а також The Used, The Wonder Years, Motion City Soundtrack і Meet Me at the Altar. У липні Hot Milk випустили сингл «I Fell In Love With Someone I Shouldn't Have» і виступили як хедлайнери на кількох заходах в Америці, а також приєдналися до Sad Summer Festival разом із Waterparks, Neck Deep, Mayday Parade, State Champs, Hot Mulligan, The Summer Set і LØLØ, та виступили на Lollapalooza у Чикаго.
Альбом The King and Queen of Gasoline було випущено 5 серпня 2022 року. Протягом наступних місяців гурт долучився до туру Blackbear Nothing Matters Tour разом з Waterparks, State Champs, Mod Sun і Heart Attack Man. У липні Hot Milk приєдналися до концерту Foo Fighters і Кортні Барнетт на Олімпійському стадіоні в Лондоні. Гурт також мав долучитися до австралійського новозеландського туру Foo Fighter, але він був скасований через смерть ударника Foo Fighters Тейлора Гокінса.

### 2023–дотепер:A Call to the Void
У лютому 2023 року Hot Milk виступили хедлайнерами двох шоу під назвою «England's Screaming» у лондонському KOKO та манчестерському The O2 Ritz разом із As December Falls, Jools і Clarence. Наступного місяця гурт оголосив, що їхній дебютний повноформатний альбом A Call to the Void був спродюсований з Шоу в Манчестері, Лос-Анджелесі та Стокгольмі та буде випущений 25 серпня 2023 року Music For Nations, а головним треком альбому стане «Horrow Show». Згодом сингл досяг 4 місця на The Kerrang! Chart за тиждень від 31 березня 2023 року. Було оголошено, що гурт виступить у травні на першому Adjacent Festival, хедлайнерами якого будуть Blink-182 і Paramore, і повернеться на Download Festival у червні з Bring Me the Horizon, Architects, Evanescence, Within Temptation, Neck Deep, а також виступить на Rock Werchter, Main Square Festival, TRNSMT, і Reading and Leeds протягом літа.

## Музичний стиль
Музика Hot Milk в основному спирається на поп-рок, павер-поп, емо, поппанк і альтернативний рок, а також містить елементи постгардкору, арена-року, панк-року, хіп-хопу, і класичного року. Вокалісти Хан Мі та Джим Шоу описали своє звучання як «емо павер-поп», хоча вони часто відкидали обмеження певним жанром, проголошуючи в кількох інтерв'ю, що «жанр — це брехня». Alternative Press зазначає, що гурт «обережно не прив'язує себе до якогось одного жанру».
Hot Milk вказали на еклектичний діапазон впливів у різних жанрах. Ханна Мі виросла на панк-рок виконавцях, спочатку відкривши для себе Green Day, а потім старіших виконавців, як Operation Ivy, The Replacements, Ramones, The Clash, The Runaways, Joan Jett, Rancid і Bikini Kill. Вона також назвала Beach Boys, The Prodigy, My Chemical Romance, MGMT, Taking Back Sunday і такі жанри, як джаз, інді-електро, хаус та епоху Haçienda драм-енд-бейс як музичні джерела натхнення. На виконавський стиль Мі вплинули Фредді Мерк'юрі та Кіт Флінт, і вона по-різному використовувала американський акцент і свій природний північноанглійський акцент під час співу. Тим часом Джим Шоу виріс на акустичній музиці в дусі Get Cape. Wear Cape. Fly, сказавши, що «налаштування [Hot Milk] — це відкриті налаштування», і назвав улюбленими Аріану Гранде, Sigrid, Дермота Кеннеді, No Rome, Челсі Катлер, Closure in Moscow, Dance Gavin Dance, I the Mighty, Architects та давнішу електро-хауз музику. Гурт також черпав натхнення у Біллі Айліш, Halsey, Bring Me the Horizon, Linkin Park, Twenty One Pilots, Andy C, Bicep, Oasis, Descendents, Queen, Metallica, Black Sabbath і Мадонни.
Ліричні теми Hot Milk варіювалися від раннього фокусування на легких стосунках до похмурих тем психічного здоров'я, зловживання психоактивними речовинами, самосаботажу та підліткового бунту. Окрім цього, ще після випуску «Candy Coated Lies» гурт часто лірично звертався до соціальних і політичних проблем, включаючи капіталізм, права ЛГБТ, насильство з використанням зброї та кліматичну кризу. Мі, яка має ступінь магістра політології вважає, що її навчання, а також її рання любов до панк-музики вплинули на її політичні погляди, і сказала: «Якщо ти не використовуєш свою музику, щоб [щось сказати], який, у біса, в цьому сенс? Просто поклади свою гітару на підставку і забирайся».

## Учасники гурту
- Hot Milk наживо на Rock am Ring, 2023 рік
- Хан Мі
- Джим Шоу
- Том Пейтон
- Гаррі Деллер

 Поточний склад
- Хан Мі — ведучий вокал, ритм-гітара
- Джим Шоу — ведучий вокал, гітара
- Том Пейтон — бас
- Гаррі Деллер — ударні

Концертні учасники
- Ісаак Андерсон — клавішні, ритм-гітара, бек-вокал (2020—2021)
- Аарон Стехаунер — ударні, перкурсія (2023)
- Річ Сенклер — ритм-гітара (2023)

## Дискографія

### Студійні альбоми
| Назва              | Деталі альбому                                                                   | Пікові позиції у чартах | Пікові позиції у чартах | Пікові позиції у чартах |
| Назва              | Деталі альбому                                                                   | UK </br>                | UK Rock </br>           | SCO </br>               |
| ------------------ | -------------------------------------------------------------------------------- | ----------------------- | ----------------------- | ----------------------- |
| A Call to the Void | - Випущено: 25 серпня 2023 року - Лейбл: Music for Nations - Формати: DL, CD, 7" | 40                      | 2                       | 13                      |

### Мініальбоми
| Назва                                        | Випущено        | Лейбл                    | Формати     |
| -------------------------------------------- | --------------- | ------------------------ | ----------- |
| Are You Feeling Alive?                       | 3 травня 2019   | самостійно               | DL, CD, 7"  |
| I Just Wanna Know What Happens When I'm Dead | 10 вересня 2021 | Music For Nations / Sony | DL, CD, 12" |
| The King and Queen of Gasoline               | 5 серпня 2022   | Music for Nations        | DL, CD, 12" |

### Сингли
| Назва                                                    | Рік  | Альбом                                       |
| -------------------------------------------------------- | ---- | -------------------------------------------- |
| «Awful Ever After»                                       | 2019 | Are You Feeling Alive?                       |
| «Take your Jacket»                                       | 2019 | Are You Feeling Alive?                       |
| «Candy Coated Lies»                                      | 2019 | Поза альбомом                                |
| «June Gloom»                                             | 2020 | Поза альбомом                                |
| «Wide Awake (in Awful Ever After)»                       | 2020 | Поза альбомом                                |
| «California's Burning»                                   | 2020 | Поза альбомом                                |
| «Candy Coated Lies» (Mark Hoppus + Mitchy Collins remix) | 2020 | Поза альбомом                                |
| «Glass Spiders»                                          | 2020 | Поза альбомом                                |
| «I Just Wanna Know What Happens When I'm Dead»           | 2021 | I Just Wanna Know What Happens When I'm Dead |
| «I Think I Hate Myself»                                  | 2021 | I Just Wanna Know What Happens When I'm Dead |
| «Split Personality»                                      | 2021 | I Just Wanna Know What Happens When I'm Dead |
| «Woozy»                                                  | 2021 | I Just Wanna Know What Happens When I'm Dead |
| «The Good Life»                                          | 2021 | I Just Wanna Know What Happens When I'm Dead |
| «Bad Influence»                                          | 2022 | The King and Queen of Gasoline               |
| «Teenage Runaways»                                       | 2022 | The King and Queen of Gasoline               |
| «I Fell In Love with Someone I Shouldn't have»           | 2022 | The King and Queen of Gasoline               |
| «The King and Queen of Gasoline»                         | 2022 | The King and Queen of Gasoline               |
| «Horror Show»                                            | 2023 | A Call to the Void                           |
| «Party on My Deadbed»                                    | 2023 | A Call to the Void                           |
| «Bloodstream»                                            | 2023 | A Call to the Void                           |
| «Breathing Underwater»                                   | 2023 | A Call to the Void                           |

### Музичні кліпи
| Назва                                          | Рік  | Режисер                        |
| ---------------------------------------------- | ---- | ------------------------------ |
| «Awful Ever After»                             | 2019 | Джеймс Кеннеді                 |
| «Take Your Jacket»                             | 2019 | Льюїс Кетер                    |
| «Wide Awake»                                   | 2019 | Льюїс Кетер                    |
| «Are You Feeling Alive?»                       | 2019 | Джеймс Кеннеді                 |
| «Candy Coated Lies»                            | 2019 | Джеймс Кеннеді                 |
| «Wide Awake (in Awful Ever After)»             | 2020 | Джеймс Кеннеді                 |
| «California's Burning»                         | 2020 | Джеймс Кеннеді                 |
| «Glass Spiders»                                | 2020 | Джеймс Кеннеді                 |
| «I Just Wanna Know What Happens When I'm Dead» | 2021 | Hot Milk                       |
| «I Think I Hate Myself»                        | 2021 | Hot Milk і Джеймс Кеннеді      |
| «Split Personality»                            | 2021 | Зак Пінчін                     |
| «Woozy»                                        | 2021 | Джессі-Роуз Лена               |
| «the Good Life»                                | 2021 | Рорі Барнс і Фредеріка Буреллі |
| «Bad influence»                                | 2022 | Hot Milk                       |
| «Teenage Runaways»                             | 2022 | Hot Milk                       |
| «I Fell In Love With Someone I Shouldn't Have» | 2022 | Hot Milk                       |
| «The King and Queen of Gasoline»               | 2022 | Hot Milk                       |
| «Horror Show»                                  | 2023 | Hot Milk                       |
| «Party on My Deathbed»                         | 2023 | Hot Milk                       |
| «Bloodstream»                                  | 2023 | Hot Milk                       |
| «Breathing Underwater»                         | 2023 | Hot Milk                       |